# Bonasse Village
Bonasse Village es una villa de Trinidad y Tobago, que forma parte de la región de Siparia.

## Geografía
La villa abarca parte de la isla Trinidad y limita al norte con el golfo de Paria y al sur, este y oeste con Cedros.

## Demografía
Datos demográficos de la villa de Bonasse Village:
| Gráfica de evolución demográfica de Bonasse Village entre 2000 y 2011 |
|                                                                       |